# Капустяны (Новоушицкий район)
Капустяны (укр. Капустяни) — село в Новоушицком районе Хмельницкой области Украины.
Население по переписи 2001 года составляло 944 человека. Почтовый индекс — 32612. Телефонный код — 3847. Занимает площадь 3,298 км². Код КОАТУУ — 6823383501.

## Местный совет
32612, Хмельницкая обл., Новоушицкий р-н, с. Капустяны